# Teufelsberg

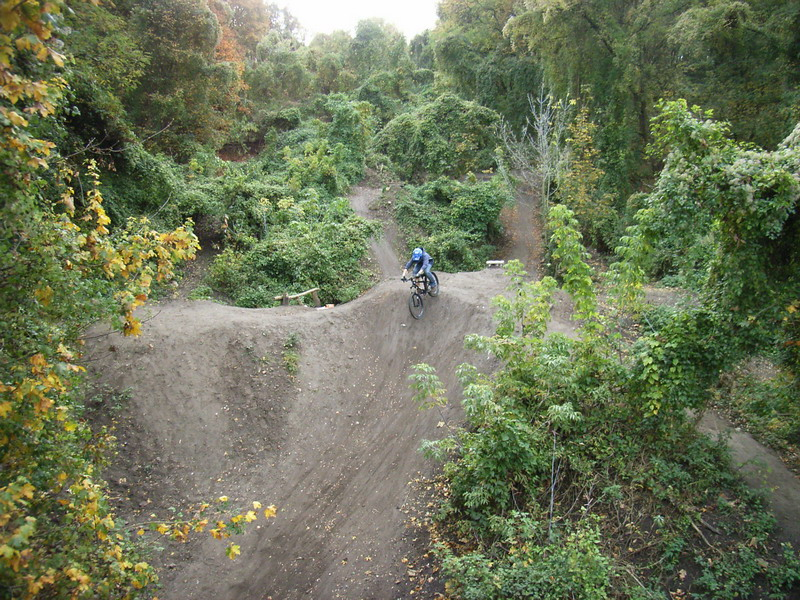
Mountainbikeåkare på Teufelsbergs sluttning

Teufelsberg är en konstgjord höjd i Berlin, Tyskland, belägen i stadsdelen Grunewald i västra delen av staden. Toppen befinner sig 120,1 meter över havet vilket gör den till Berlins näst högsta höjd efter Arkenberges deponi i norra Berlin och något högre än Berlins högsta naturliga höjd, Grosser Müggelberg i stadens östra utkant.
Sedan början av 2000-talet är Teufelsberg som en del av skogen Grunewald officiellt ett skogs- och friluftsområde, och inga av de ombyggnadsplaner för området som diskuterats har satts i verket. Den tidigare amerikanska radaranläggningen från kalla kriget på toppen är tillgänglig via guidade visningar för allmänheten.

## Historia
På platsen började under andra världskriget en försvarsteknisk forskningsanläggning uppföras, men projektet slutfördes aldrig. Efter krigsslutet kom platsen att användas som tippningsplats för rasmassor från det sönderbombade Berlin, med stöd av de bastanta väggarna i den ofullbordade byggnaden, och omkring en tredjedel av den totala mängden undanschaktat material lagrades vid Teufelsberg under åren 1950-1972, 26 miljoner kubikmeter eller motsvarande omkring 15 000 byggnader. 
Efter att tippningen avslutats 1972 kom höjden att täckas med jord och planteras, och var då Västberlins högsta höjd. Höjden döptes till Teufelsberg, efter den närbelägna sjön Teufelssee i Grunewald. Under 1970- och 1980-talen byggdes även anläggningar för vintersport på bergssluttningen.
På toppen av Teufelsberg uppförde USA en övervakningsstation, där bland annat USA:s armé och National Security Agency bedrev luftövervakning och signalspaning under kalla kriget. Stationen stängdes 1991 då de allierade ockupationstrupperna lämnade Berlin. 
Efter Tysklands återförening fanns planer på att bebygga toppen med exklusiva lägenheter, ett hotell, ett museum och en restaurang. I samband med de inledande byggarbetena nådde höjden officiellt sin nuvarande höjd på 120,1 meter. På grund av protester från boende i området och en konkurs färdigställdes aldrig anläggningen på toppen, utan läts under en tid förfalla.

## Teufelsberg i kultur och media
Teufelsberg har bland annat varit inspelningsplats för filmerna Wir sind die Nacht (2010) och The Gamblers (2007).